# Tișrei
Tișrei (engleză: /ˈtɪʃreɪ/) sau Tishri (engleză: /ˈtɪʃriː/; în ebraică תִּשְׁרֵי tishré sau ebraică תִּשְׁרִי tishrí); din limba akkadiană tašrītu "început", din šurrû "a începe") este prima lună a anului după calendarul „civil” și a șaptea lună a anului după calendarul „religios”. Luna Tișrei durează întotdeauna 30 de zile și începe în calendarul gregorian între septembrie/octombrie. 
Numele provine de la cuvântul akkadian tašrītu, început. În Biblie este numită Eitanim. 

## Perioadă (5761–5860)
| Durata anului | Începutul lunii (calendar gregorian) | Sfârșitul lunii (calendar gregorian) |
| ------------- | ------------------------------------ | ------------------------------------ |
| 353 de zile   | 16 septembrie–4 octombrie            | 16 octombrie–3 noiembrie             |
| 354 de zile   | 15 septembrie–4 octombrie            | 15 octombrie–3 noiembrie             |
| 355 de zile   | 16 septembrie–3 octombrie            | 15 octombrie–2 noiembrie             |
| 383 de zile   | 5 septembrie–15 septembrie           | 5 octombrie–15 octombrie             |
| 384 de zile   | 6 septembrie–14 septembrie           | 6 octombrie–14 octombrie             |
| 385 de zile   | 4 septembrie–14 septembrie           | 4 octombrie–14 octombrie             |

## Sărbători înTișrei
| Zi/Zile | Celebrarea     | Notă                                                                          |
| ------- | -------------- | ----------------------------------------------------------------------------- |
| 1–2     | Roș Hașana     |                                                                               |
| 3       | Țom Ghedalia   | Când 3 Tișrei are loc într-un șabat, este amânată pentru duminică (4 Tișrei). |
| 9       | Erev Iom Kipur |                                                                               |
| 10      | Iom Kipur      |                                                                               |
| 14      | Erev Sucot     |                                                                               |
| 15–21   | Sucot          |                                                                               |
| 17–20   | Chol HaMoed    |                                                                               |
| 21      | Hoșana Rabba   |                                                                               |
| 22      | Șmini Ațeret   |                                                                               |
| 23      | Simhat Torá    |                                                                               |
| 24      | Isru Chag      |                                                                               |